# Massée de Marignan
Frère Massée de Marignan (avant 1195 - Marignano, près d'Assise - 17 novembre 1280) aussi nommé Massée d'Assise (en italien : Masseo di Marignano) est un religieux italien. C'est l'un des plus proches compagnons de saint François d'Assise.

## Biographie

### Le disciple
Il nait à Marignano, un hameau aux environs d'Assise. Il est probablement d'origine noble. Il est décrit comme un « bel homme, de grande taille, qui avait beaucoup de bon sens, un esprit vif et un peu caustique, le don de la répartie et surtout une forme d'éloquence, simple, familière, qui touchait les cœurs et avait un vif succès »,,.
Il ne fait pas partie des 12 premiers disciples de François, mais il est l'un des premiers à le rejoindre après l’acceptation de la première règle par le pape Innocent III en 1210. Luc de Wadding rapporte qu'il est en effet le troisième (après Léon et Ruffin) à rejoindre François après son retour, quand la petite communauté des frères se fixe à la Portioncule.
Toujours dans l'entourage le plus proche de Saint François, Massée apparait comme un médiateur ou encore un intermédiaire entre le saint et la foule des solliciteurs. Il le doit à « l'affabilité avec laquelle il reçoit les étrangers ; car lorsque saint François se trouvait ou fort occupé à des affaires, ou absorbé dans la contemplation, ce frère entretenait ceux qui le demandaient avec tant de douceur et de bonne grâce , que son retard ne les ennuyait pas et souvent par ce moyen il luy épargnait des visites importunes. ». Le chapitre 4 des Fioretti, met en scène cette fonction. Il joue en quelque sorte le rôle d'un chargé de relations publiques pour le saint. Dans plusieurs Fioretti, il sert en effet de messager à François (chapitre 16, 27, 29). Il est également envoyé par François avec frère Léon pour ramener à la paix à l'agité frère Rizzerio. C'est Massée qui est envoyé par François pour interroger Claire d'Assise et du prêtre Sylvestre afin de savoir s'il doit se consacrer à une vie contemplative ou de prédication ; leur réponse en faveur de la prédication va déterminer l'action ultérieure du saint.
Il est réputé pour sa frugalité et le peu de repos qu'il prenait, mais il semble avoir eu à vaincre sa nature orgueilleuse pour finalement atteindre l'humilité requise, « puissamment aidé par saint François qui lui infligea quelques leçons méritées » : « Frère Massée, tu es trop orgueilleux, toi, qui juges les œuvres divines » lui répond sèchement François par exemple dans le chapitre 11 des Fioretti,. Son combat pour l'humilité occupe tout le chapitre 32 des Fioretti. Lors d'une anecdote fameuse, il interpelle trois fois saint François en lui demandant « Pourquoi toi ? », lui faisant remarquer qu'il ne possède aucune science, n'est pas bel homme et n'est même pas noble. L'humble réponse du saint « parce qu'Il n'a pas trouvé sur terre plus vile créature » bouleverse Massée.
Il partage de nombreux voyages avec saint François. Il accompagne François à Rome en 1223 lors de la présentation au pape de la seconde règle. Avec frère Ange Tancrède, il accompagne François lors de ses premières prédications à Savurniano,. Toujours accompagné de frère Ange, ils assistent, entre Cannaio et Bevagno au fameux sermons aux oiseaux du saint. C'est Massée rapportera à frère Jacques de Massa cette anecdote très célèbre.
Massée est également le témoin privilégié de l'indulgence exceptionnelle accordée à la petite église du Portioncule, il en raconta l'histoire à son neveu Marin d'Assise : Après une vision mariale, saint François a réussi à obtenir du nouveau pape Honorius III d'accorder l'indulgence, dite « pardon d'Assise », à tout pèlerin qui entrerait dans l’église, à condition qu'il se soit repenti de ses péchés, qu'ils se soit confessé et ait obtenu l'absolution, sans aucune contrepartie monétaire. Le 2 août 1216, en présence de sept évêques ombriens, fut consacré le petit édifice.
Il fait partie des quelques frères avec qui saint François se rend sur l'Alverne en 1224, et où il reçoit les stigmates en 1224,,.

### Après la mort de Saint François
Wadding signale qu'il meurt à Saumur en Anjou en 1280 (probablement le 17 novembre), après avoir fondé plusieurs monastères en France, et qu'il serait enseveli dans la sacristie. Il devait donc avoir au moins 85 ans et fut le dernier des compagnons du saint à mourir, laissant derrière lui son neveu, frère Marin, qui perpétuera son exemple et son message.  Il reste quelques doutes à savoir s'il s'agit bien du même Massée. Son nom apparait en tout cas dans un document légal en 1241, et en 1247 il est cité comme témoin par les Trois Compagnons (les frères Ange, Léon et Ruffin). Sa mort est parfois proposée avant 1265.
Son corps repose aujourd'hui dans la Basilique Saint-François d'Assise au côté de Saint François, avec les frères Léon, Ange et Rufin.

## Massée dans les arts
Il est nommé comme le rédacteur d'un texte intitulé L'Adieu de Saint François à l'Alverne, mais ce texte est reconnu comme apocryphe, et ne peut être attribué à Massée
Frère Massée apparait de très nombreuses fois dans les Fioretti, Alexandre Masseron le considère même comme « le personnage le plus vivant, la figure la plus originale des Fioretti [...] Son portrait nous est tracè dans les Fioretti à petites touches qui se complètent, avec beaucoup de verves et une savoureuse bonhommie » Cinq chapitres lui sont entièrement consacrés (les chapitres 10, 11, 12, 13 et 32)